# کاسل
کاسل (به آلمانی: Kassel)، شهری در شمال ایالت هسن آلمان است. از این شهر کوچک چندین بزرگراه می‌گذرد و این شهر به خطوط راه‌آهن آلمان متصل است. از این شهر رودی به نام ادر می‌گذرد. کاسل در ۳۱ دسامبر ۲۰۰۹، ۱۹۴٬۷۴۴ نفر جمعیت داشت؛ و مرکز اسلحه‌سازی آلمان به‌شمار می‌رود.
شهر کاسل با موضوعاتی مانند هنر، فرهنگ و افسانه شناخته می‌شود. از مشاهیر این شهر به برادران گریم می‌توان اشاره کرد.
در این شهر هر پنج سال یک بار یکی از بزرگ‌ترین جشنواره‌های هنر معاصر با نام documenta برگزار می‌شود.

## جاذبه‌های گردشگری
برگپارک ویلهلمس‌هوهه